# Pyramide inachevée d'Abousir
La pyramide inachevée d'Abousir est un ancien tombeau royal égyptien de la Ve dynastie qui a commencé à être édifié sur le site d'Abousir et qui a probablement été abandonné peu après le début de sa construction. Chepseskarê, un pharaon dont on ne sait presque rien et qui n'est connu que par une seule empreinte de sceau contemporaine provenant du temple mortuaire de Néferefrê, a été suggéré comme le constructeur de la pyramide.

## Exploration
La structure a été découverte au début des années 1980 par une équipe archéologique tchèque dirigée par Miroslav Verner, qui a remarqué le terrain nivelé et la fosse. Aucun autre élément du complexe n'a pu être trouvé.

## Datation

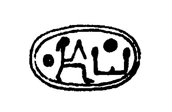
Scarabée de Chepseskarê.

Le site ne peut être directement relié à aucun règne, puisque les quelques trouvailles du site ne comportaient aucune inscription. Une attribution à Chepseskarê est basée sur l'emplacement du site dans la nécropole. En raison de la proximité du monument avec la pyramide de Sahourê et le temple solaire d'Ouserkaf, Verner a suggéré que Chepseskarê appartenait à la même branche de la famille royale que ces deux souverains,.
La position chronologique de Chepseskarê n'est pas tout à fait claire. Il est inscrit comme successeur de Néferirkarê Kakaï sur la table de Saqqarah ; la découverte d'une empreinte de phoque dans le temple mortuaire de Néferefrê suggère qu'il était le successeur de ce roi. La position comme successeur de Néferefrê est cohérente avec le fait que Néferefrê a pu commencer la construction de sa pyramide sur la même orientation vers Héliopolis (trait rouge sur le plan ci-dessous), alors que cela n'était plus possible en raison du manque d'espace pour ses successeurs.

## Description

### Localisation

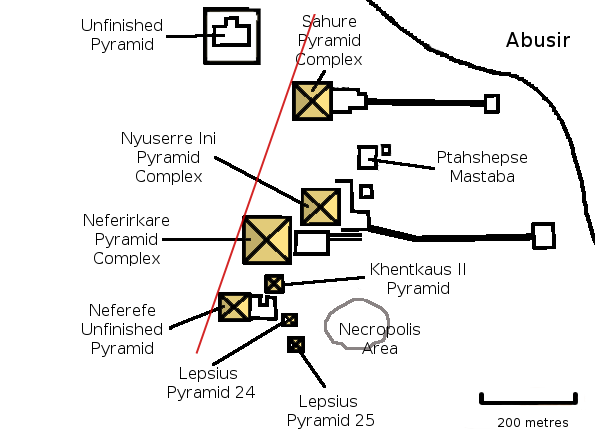
Plan de la nécropole.

Si le positionnement de Chepseskarê en tant que successeur de Néferefrê est juste, alors, lorsqu'il est arrivé au pouvoir, il y avait déjà trois pyramides sur le site d'Abousir. Elles étaient disposées en ligne avec leurs angles nord-ouest, probablement en direction de l'obélisque d'Héliopolis (la diagonale d'Abousir). Pour maintenir cette orientation, Chepseskarê aurait dû ériger sa pyramide encore plus loin dans le désert que la pyramide inachevée de Néferefrê, ce qui aurait rendu le transport des matériaux difficile. Au lieu de cela, il a choisi comme site de construction une zone située au nord-ouest de la pyramide de Sahourê, à mi-chemin du temple solaire d'Ouserkaf,.
Chepseskarê est mort après un court règne, ce qui a conduit à l'abandon de la construction. Son successeur, le roi Niouserrê, n'a pas effectué d'autres travaux sur cette tombe. Le lieu finale de l'inhumation de Chepseskarê est inconnu, mais on suppose qu'il n'a pas été enterré dans cette tombe à peine commencée.

### Le tombeau
La construction de la structure pyramidale proprement dite n'a jamais été entamée. Seul le nivellement du terrain en une zone plane et carrée a été effectué. Au milieu de la zone nivelée se trouve une fosse en forme de T, dans laquelle la chambre funéraire et son entrée auraient été installées,.
Les dimensions de la zone nivelée et de la fosse permettent de penser que le bâtiment aurait eu une taille similaire à celle de la pyramide de Néferirkarê (105 × 105 m) et qu'il était donc prévu qu'il soit le deuxième plus grand tombeau d'Abousir, après la pyramide de Néferirkarê. Les dimensions réelles précises que le monument aurait du avoir ne peuvent être connues, car la maçonnerie n'avait pas encore été entamée. En outre, la pente des côtés et donc la hauteur prévue est inconnue en raison de l'absence de pierres de revêtement.
Les vestiges d'un complexe de pyramides comprenant les éléments traditionnels d'un complexe pyramidal (temple mortuaire, pyramide de culte, chaussée et temple de la vallée) n'ont pas été trouvés. Ces éléments n'ont probablement jamais été commencés, car ils auraient gêné les travaux de construction de la pyramide au cours des premières étapes de la construction.